# كارل سترونج
كارل سترونج (بالإنجليزية: Carl Strong)‏ (21 يناير 1958 في الولايات المتحدة - ) هو لاعب كرة قدم أمريكي في مركز الوسط. لعب مع بورتلاند تيمبرز وMinnesota Strikers ‏ وكولورادو كاريبوز ‏ وأتلانتا تشيفز وفورت لودردال صن ‏ وفورت لودردايل سترايكرز.